# 스콜피온 (마블 코믹스)
스콜피온(Scorpion)은  슈퍼 빌런 중 하나이며  초록색 갑옷으로 단단한 슈트를 입고  뒷부분에  전갈의 독침이 있고 맞으면  타격과  신경독이 퍼져서 아프고  마비된다.